# Mitsubishi Pajero Mini
Mitsubishi Pajero Mini — компактный внедорожник, выпускавшийся японской компанией Mitsubishi с 1994 по 2012 годы. Mini построен на удлинённой платформе Mitsubishi Minica.

## Общие сведения
Построенный на платформе Minica, автомобиль Pajero Mini имеет стиль малой версии успешного внедорожника Pajero, и является ответом на SUV-манию конца 1980-х и начала 1990-х годов. По сравнению с полноразмерным оригиналом, компактный внедорожник получил короткую колёсную базу, полный привод, и выбор между атмосферным или турбированным четырёхцилиндровым двигателем объёмом 660 куб.см.
Популярность автомобиля вдохновила Mitsubishi создать несколько ограниченных серий, в их числе «Iron Cross», «Desert Cruiser», «White Skipper» и «Duke». В октябре 1998 года изменились законы, касающиеся этого класса автомобилей, и Pajero Mini был расширен и удлинен.
С 2008 года Mitsubishi производит Nissan Kix, которая является OEM-версией Pajero Mini. В Японии, автомобиль продавался через Galant Shop.
Производство Mitsubishi Pajero Mini было закончено в июне 2012.

## Производство и продажи
| Год  | Произведено | Продано    |
| ---- | ----------- | ---------- |
| 1994 | нет данных  | нет данных |
| 1995 | 104,990     | нет данных |
| 1996 | 71,185      | нет данных |
| 1997 | 43,302      | нет данных |
| 1998 | 48,792      | нет данных |
| 1999 | 36,580      | нет данных |
| 2000 | 24,895      | 27,011 + 2 |
| 2001 | 16,590      | 17,458     |
| 2002 | 12,672      | 13,720     |
| 2003 | 17,141      | 17,237     |
| 2004 | 10,307      | 10,371     |
| 2005 | 10,445      | 10,611     |
| 2006 | 9,436       | 9,367      |
| 2007 | 9,279       | 9,195      |
| 2008 | 17,033      | 11,456     |

(Источник: Facts & Figures 2000, Facts & Figures 2005, Facts & Figures 2009, веб-сайт Mitsubishi Motors)

## Галерея

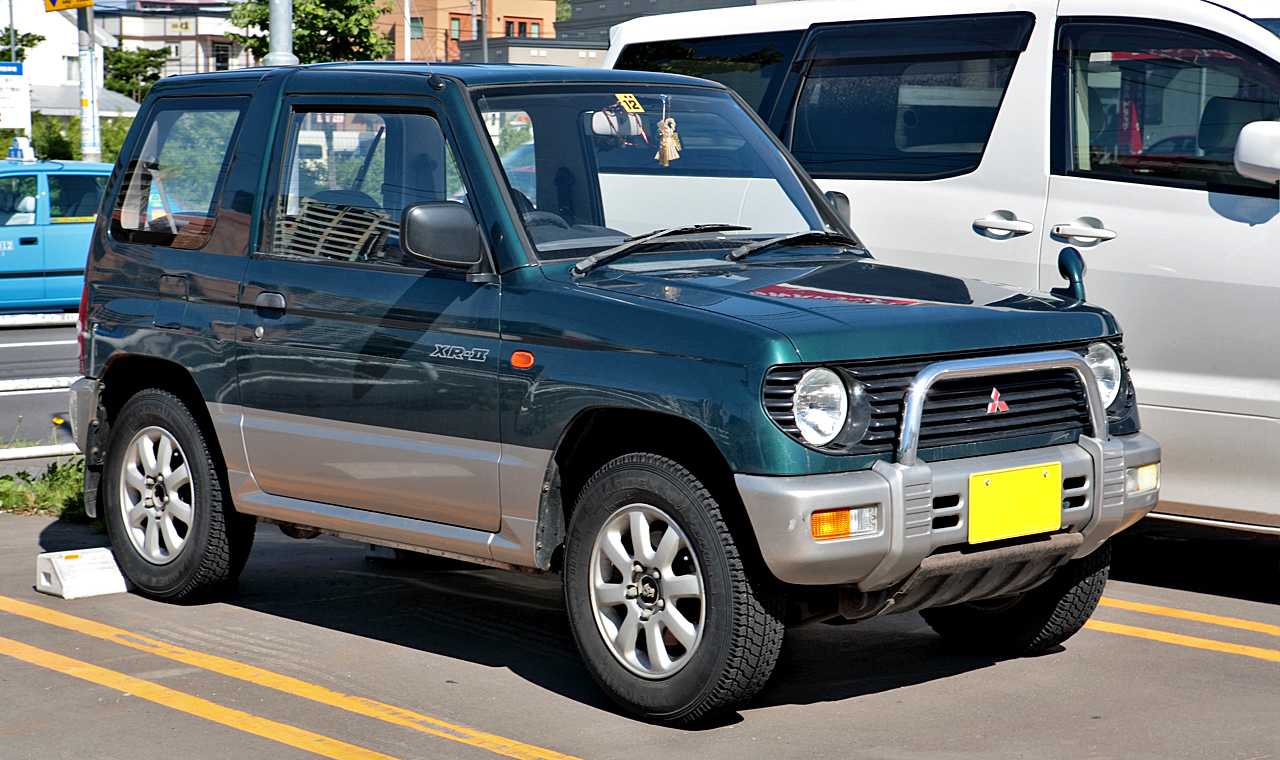
Pajero Mini, 1994
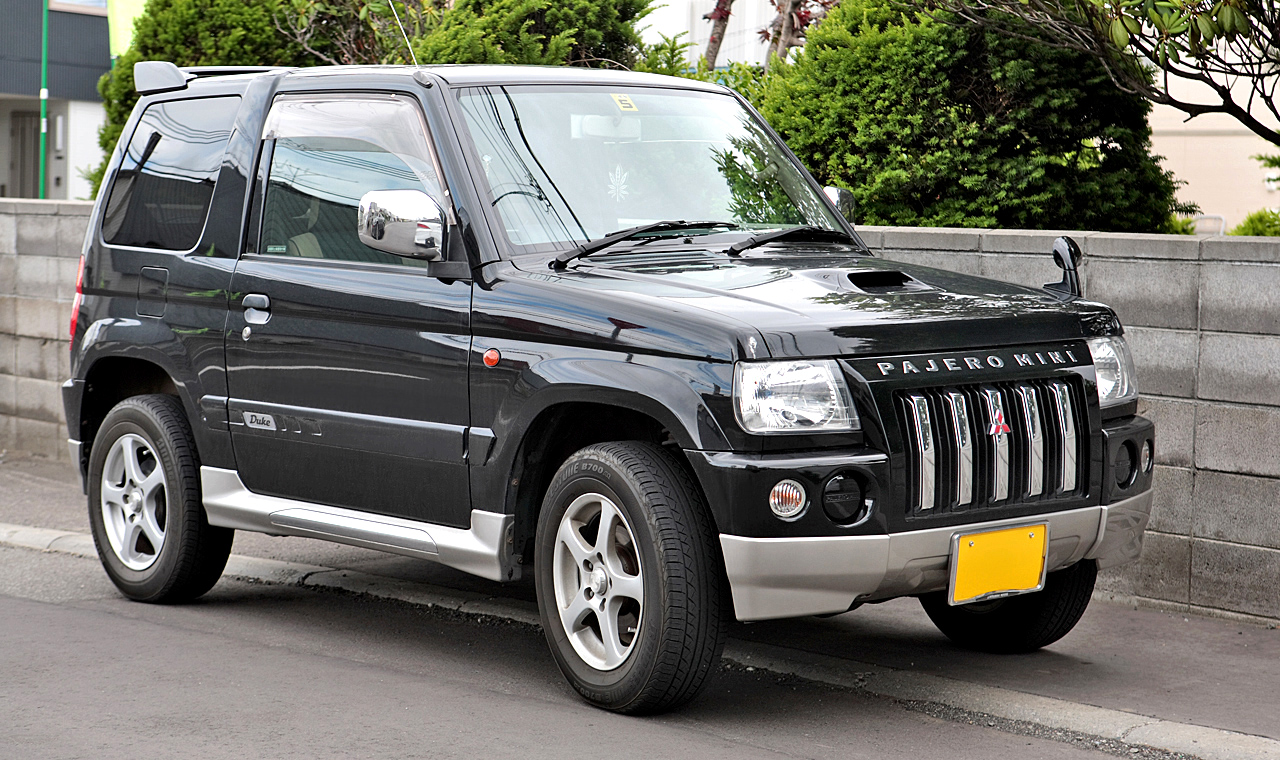
Pajero Mini Duke
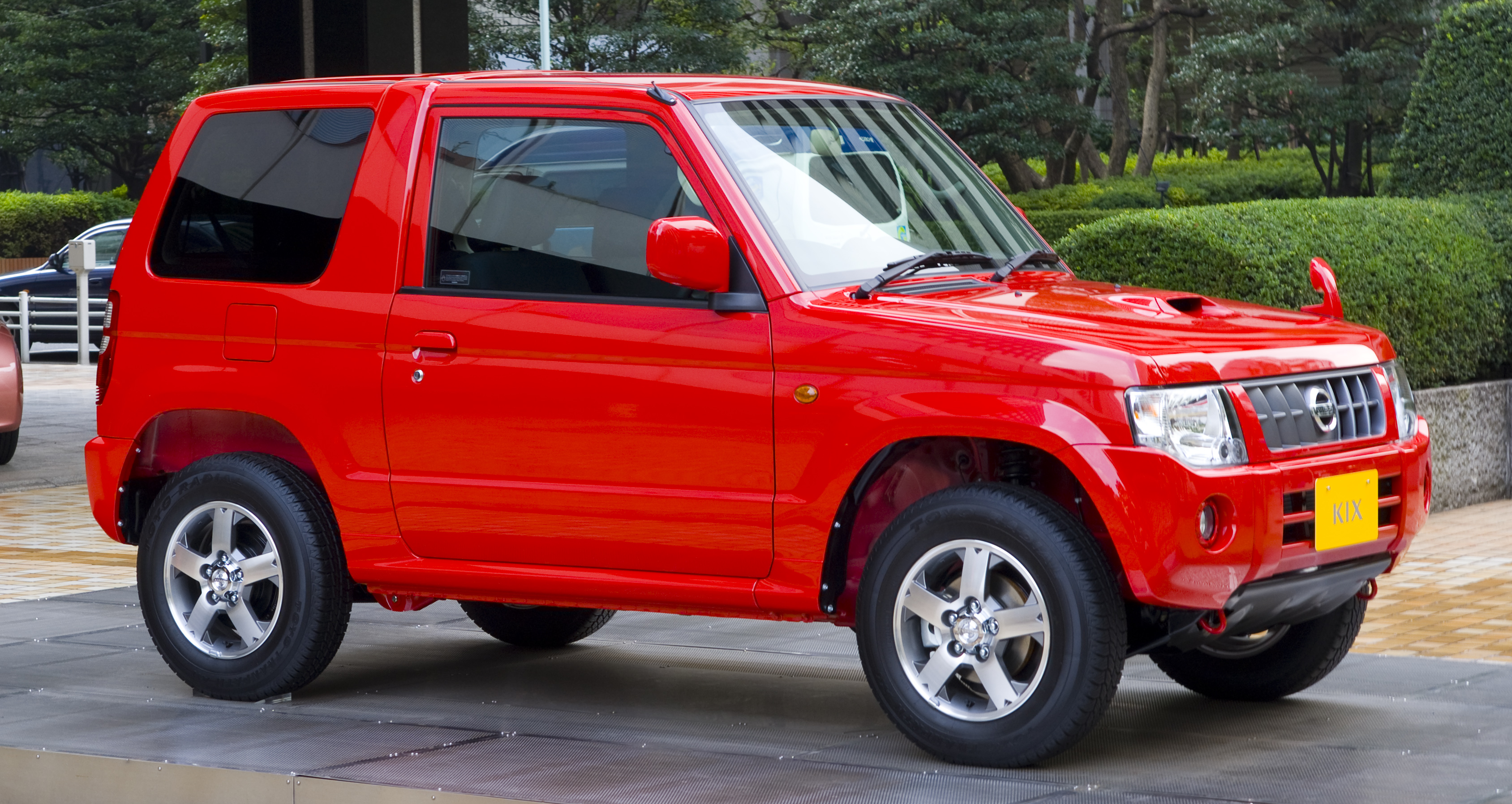
NISSAN KIX
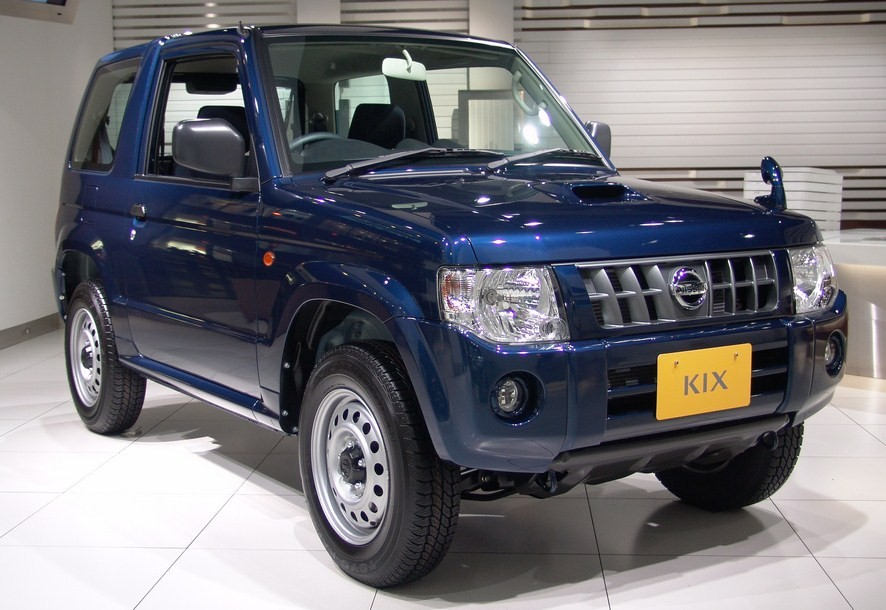
NISSAN KIX RS
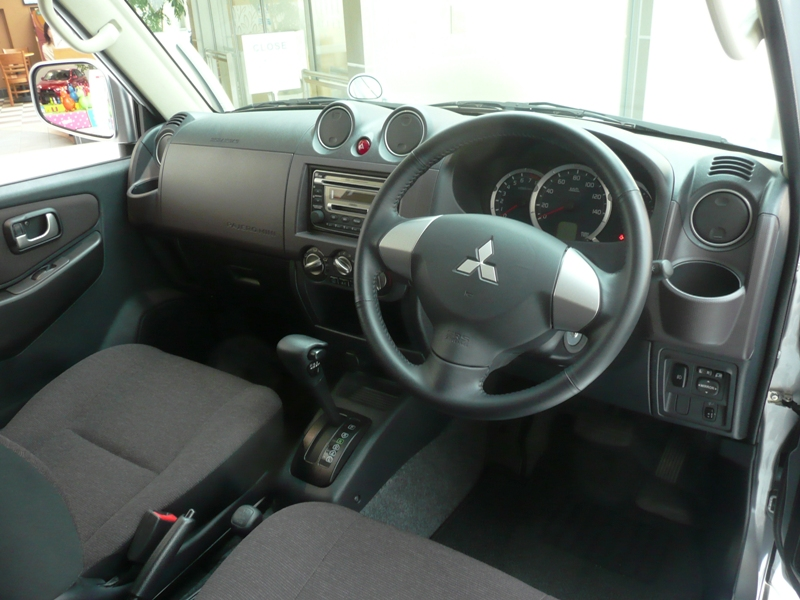
Интерьер
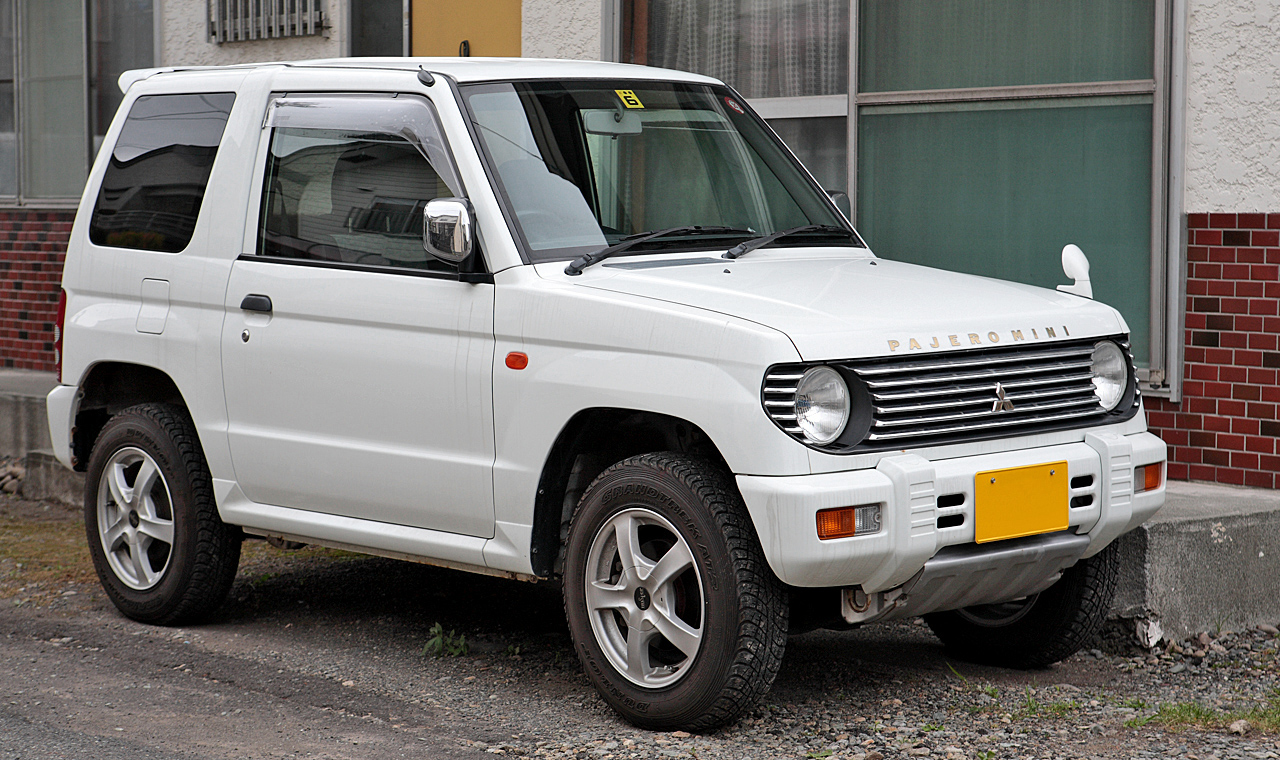
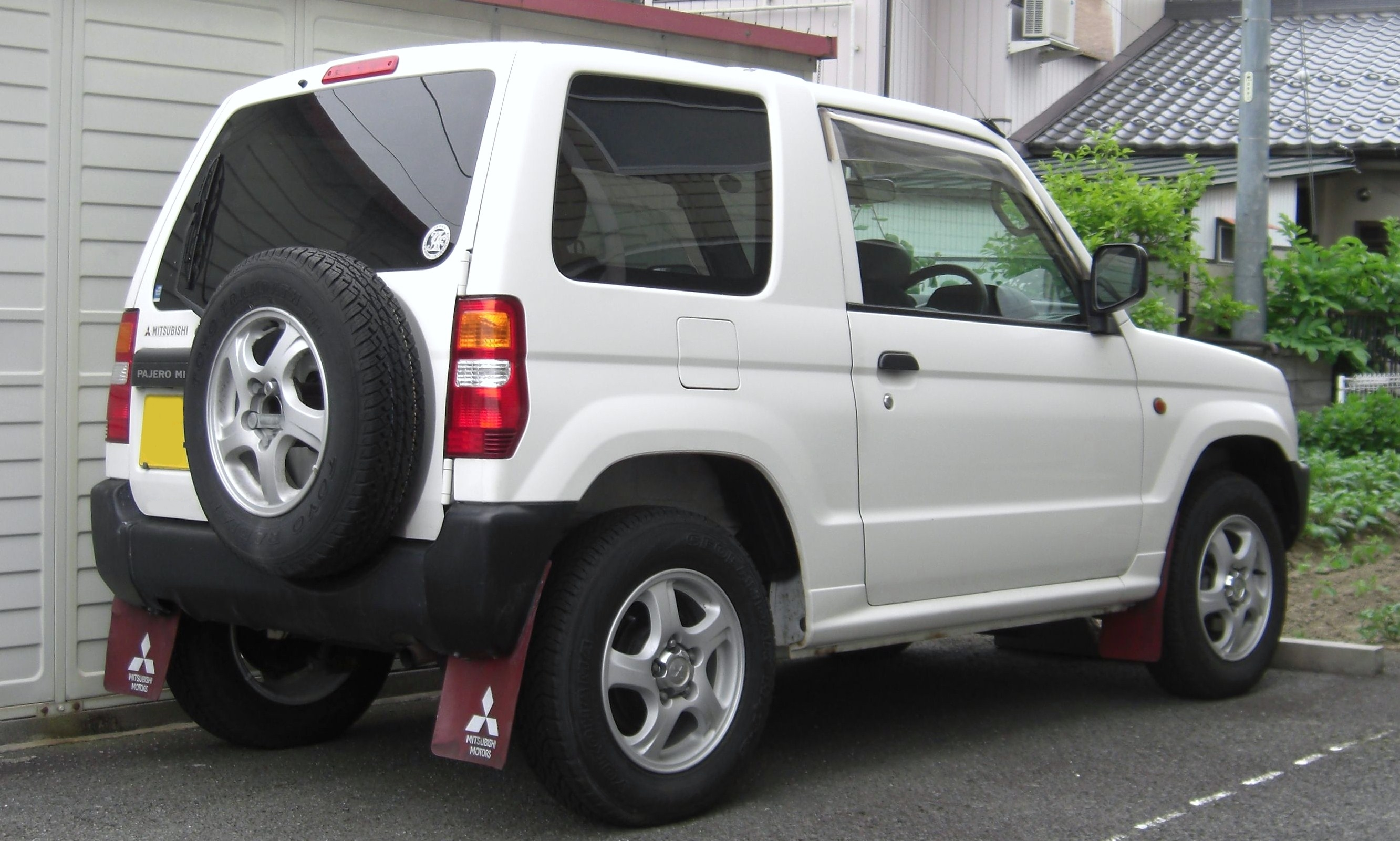
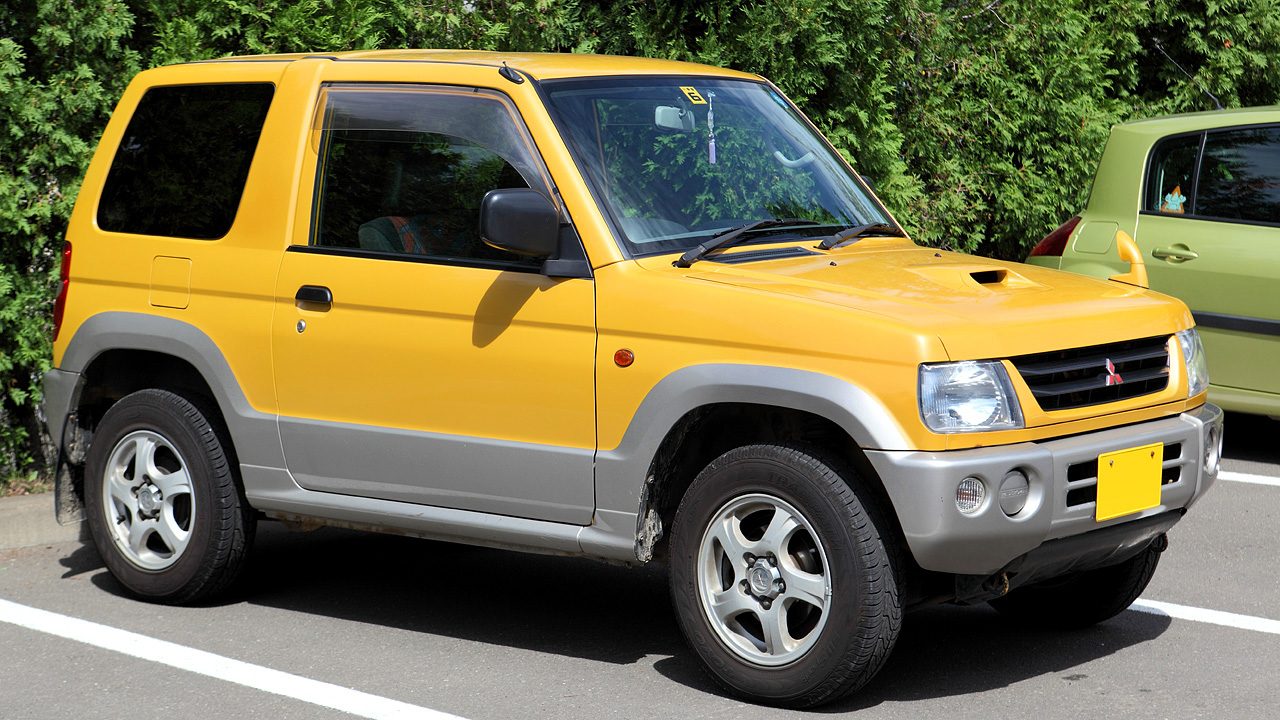
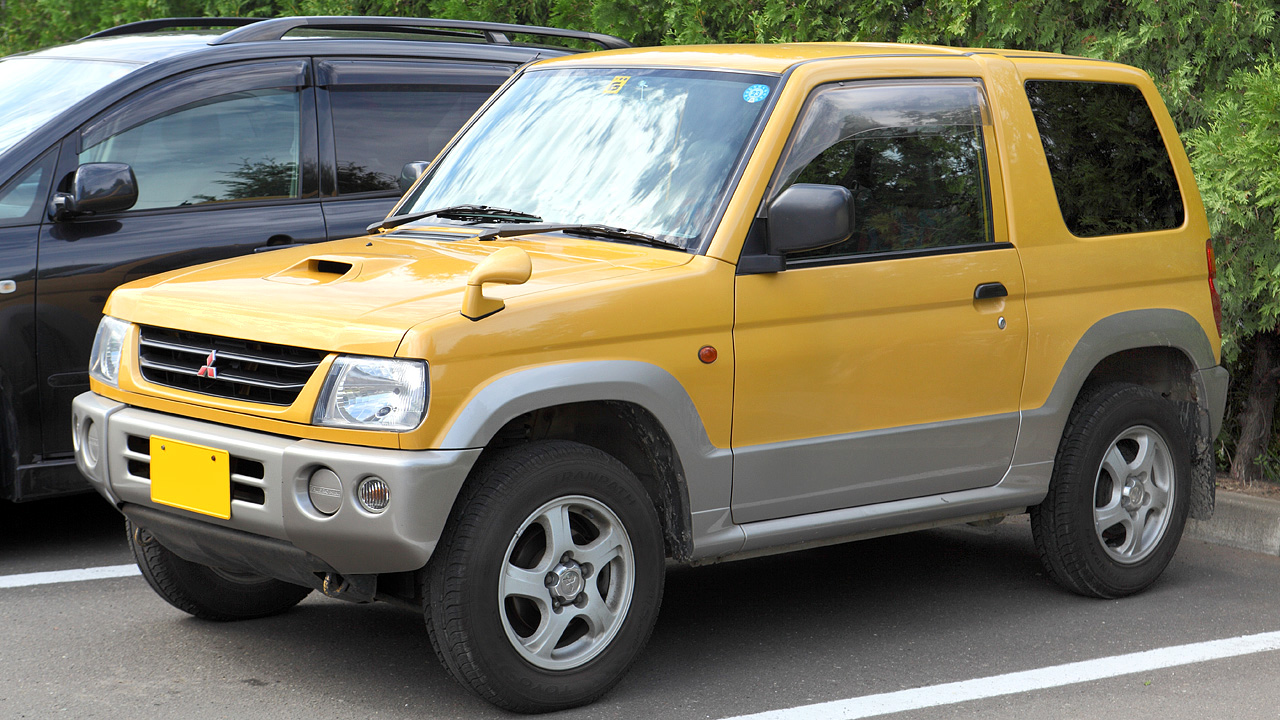
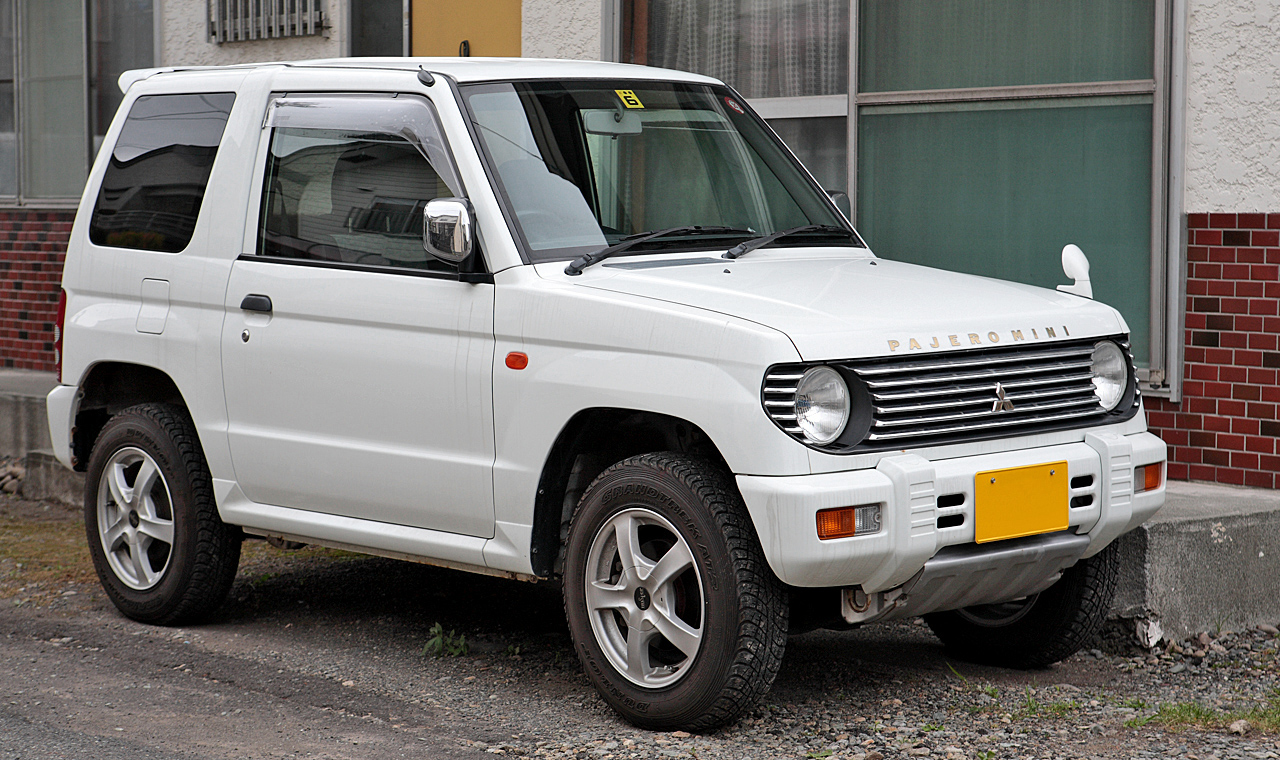
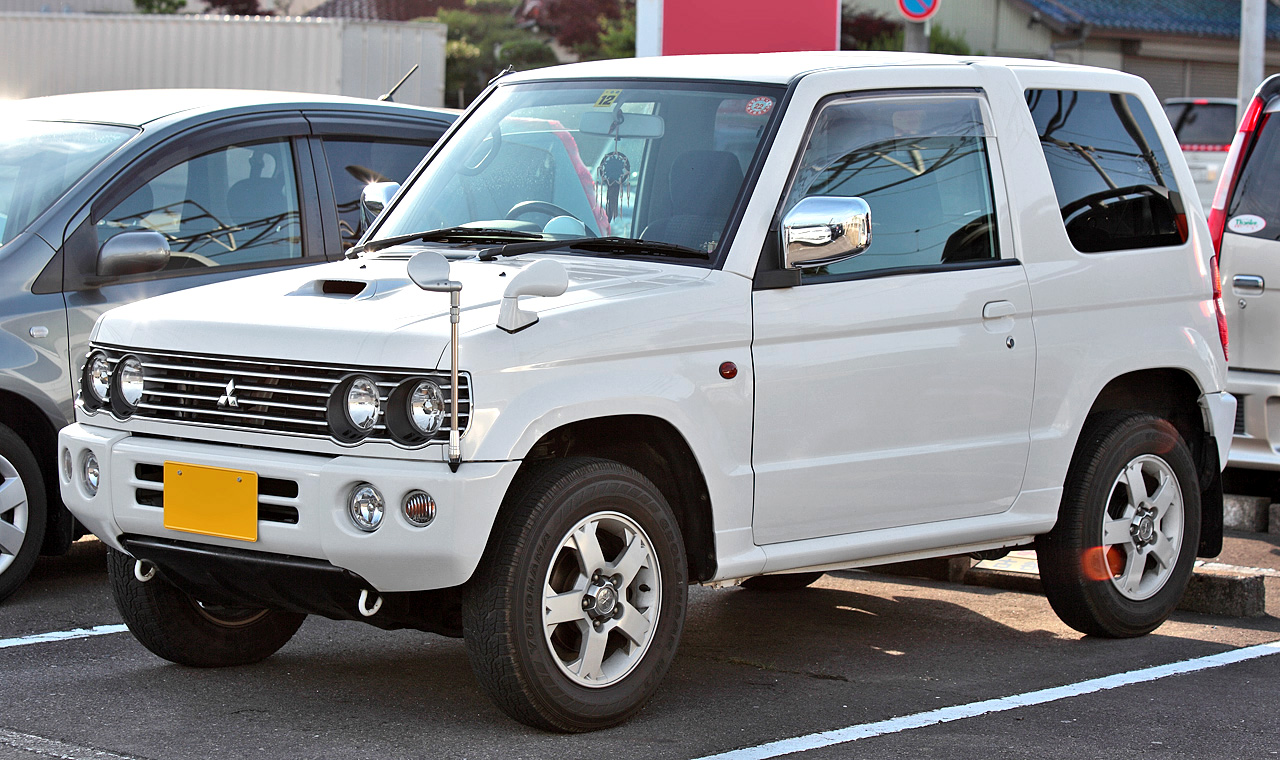
Pajero Mini Snoopy edition